# Pascal Jules
Pour les articles homonymes, voir Jules.
Pascal Jules, né le 22 juillet 1961 à La Garenne-Colombes et mort le 25 octobre 1987 à Folleville dans l'Eure, est un coureur cycliste français.

## Biographie
Il débute dans le cyclisme au sein du Vélo Club Montigny-lès-Cormeilles (VCMC), club amateur du Val d'Oise, en 1975, dans la catégorie « minimes ». Cadet, il rejoint le Cyclo Club Montesson (CCM), club avec lequel il remporte de nombreuses victoires. 
Après une brillante carrière amateur au CSM Puteaux-JPS, il devient professionnel en 1982 et le reste jusqu'en 1987. Il remporte 15 victoires. Dès sa première saison professionnelle, il se classe à 21 ans deuxième de Paris-Bruxelles, du Tour du Piémont et surtout du Tour de Lombardie.
Il participe à quatre Tours de France. Il remporte la huitième étape du Tour de France 1984, disputée entre Le Mans et Nantes.
Il a été l'un des coéquipiers de Laurent Fignon, de Greg LeMond et de Marino Lejarreta.
Alors qu'il doit rejoindre l'équipe Système U à partir de 1988, il meurt dans un accident de la route en rentrant d'un match de football charitable pour une association.
Une stèle à son nom a été déposée dans la commune de Chanteloup-les-Vignes.
Son fils Justin Jules devient cycliste professionnel en 2011 au Vélo-Club La Pomme Marseille.

## Palmarès

### Palmarès amateur
- 1980
  - Champion d'Île-de-France de poursuite
  - 2e du Tour de la Manche
  - 3e de Paris-Fécamp
  - 3e du championnat d'Île-de-France sur route
- 1981
  -  Champion de France militaires sur route
  -  Champion de France du contre-la-montre par équipes[n 1]
  - Champion d'Île-de-France de poursuite
  - Tour de Provence
  - 3e du championnat d'Île-de-France sur route
  - 6e du championnat du monde des 100 kilomètres contre-la-montre par équipes

### Palmarès professionnel
| - 1982 - 4e étape B du Critérium du Dauphiné libéré - Prologue du Tour de Luxembourg - 11e étape du Tour de l'Avenir - 4e étape de l'Étoile des Espoirs - 2e de Paris-Bruxelles - 2e du Tour du Piémont - 2e du Tour de Lombardie - 2e du championnat de France de la course aux points - 3e du championnat de France de poursuite - 3e de la Promotion Pernod - 1983 - 1re étape du Tour d'Armor - Circuit de la Sarthe : - Classement général - 2e étape - Tour de l'Oise : - Classement général - Prologue - 2e de la Promotion Pernod - 3e de Liège-Bastogne-Liège - 9e de Bordeaux-Paris | - 1984 - Ronde des Pyrénées - Grand Prix de Saint-Raphaël - Tour Midi-Pyrénées : - Classement général - 2ea étape - 3e (contre-la-montre par équipes) et 8e étapes du Tour de France - 3e de La Marseillaise - 3e du championnat de France sur route - 10e de Liège-Bastogne-Liège - 1985 - Classement général du Circuit de la Sarthe - 3e du Tour de l'Oise - 1986 - 1re étape du Tour de la Communauté européenne - 1987 - 4e étape du Tour d'Andalousie |  |

## Résultats sur les grands tours

### Tour de France
4 participations 
- 1983 : 61e
- 1984 : 21e, vainqueur des 3e (contre-la-montre par équipes) et 8e étapes
- 1986 : hors délais (2e étape)
- 1987 : 114e

### Tour d'Italie
1 participation
- 1987 : 85e

### Tour d'Espagne
1 participation
- 1986 : 77e, vainqueur du classement des sprints spéciaux